# Движение (польская организация)
Движение, также Рух (пол. Ruch) — польская подпольная антикоммунистическая организация второй половины 1960-х годов. Выступала за свержение режима ПОРП, демонтаж государственного строя ПНР, широкие демократические преобразования, независимость Польши от СССР. Вела активную агитацию, совершила ряд акций саботажа и диверсий, в основном символического характера. Ликвидирована госбезопасностью ПНР. В Третьей Речи Посполитой деятельность Движения рассматривается как освободительная борьба, многие активисты стали известными политиками.

## Политический контекст
К середине 1960-х в ПНР практически сошла на нет десталинизация и «гомулковская оттепель». Правящий режим компартии ПОРП приобрёл характер жёсткого национал-коммунизма — партийной диктатуры, цензуры, политических преследований с чертами шовинизма, антисемитизма и украинофобии. Сильные позиции в правящей партии приобрела т. н. «партизанская фракция», во главе которой стоял министр внутренних дел секретарь ЦК Мечислав Мочар и его сподвижники — заместитель министра обороны Гжегож Корчыньский, главный комендант гражданской милиции Тадеуш Петшак, генерал милиции Францишек Шляхциц, начальник армейской спецслужбы Теодор Куфель, член Политбюро ЦК куратор идеологии Зенон Клишко. Под влиянием этой группы оказался первый секретарь ЦК ПОРП Владислав Гомулка.
Этот курс отторгался значительной частью населения Польши. В стране стали возникать подпольные группы, сделавшие ставку на активное сопротивление.

## Актив организации
Движение — Рух было создано в 1965 году. Его основателями явились
- Анджей Чума, 27 лет, юрист
- Бенедикт Чума, 24 года, инженер-механик
- Стефан Несёловский, 21 год, студент биолого-почвенного факультета Лодзинского университета
- Мариан Голембевский, 54 года, рабочий-механик, бывший боец Армии Крайовой и политзаключённый
- Эмиль Моргевич, 25 лет, журналист

К организации примкнули Хуберт Чума (католический священник), Лукаш Чума (экономист), Марек Несёловский (студент-машиностроитель), Болеслав Столаж (публицист, бывший боец Армии Крайовой), Себастьян Кошут (католический священник), Веслав Кенцик (студент-иезуит), Мажена Горщик-Кенцик (студентка-филолог), Иоанна Щесна (студентка-журналистка), Яцек Березин (студент-литератор), Януш Кжижевский (инструктор харцеров), Ромуальд Шереметьев (студент-юрист, оппозиционный католический активист), Бронислав Срока (шахтёр, бывший политзаключённый), Анджей Возницкий (химик), Ян Козловский (рабочий-строитель), Роберт Терентьев (студент-техник).
Среди основателей выделялись представители семейств Чума и Несёловских. Братья Чума были сыновьями профессора-юриста Игнация Чумы, депутата сейма Второй Речи Посполитой во времена Санации, сторонника Юзефа Пилсудского, в начале 1950-х — активиста подпольной антикоммунистической организации Свобода и Независимость. Их дядя Валериан Чума участвовал в российской гражданской войне на стороне белых, затем в польско-советской войне, при Пилсудском имел генеральское звание, в 1939 году командовал обороной Варшавы]. Отец братьев Несёловских Януш Мышкевич-Несёловский — участник польско-советской и польско-германской войн, затем боец Армии Крайовой. Их дядя Тадеуш Лабендзкий участвовал в вооружённом антикоммунистическом подполье и погиб на допросе в МОБ.
На пике деятельности организации в ней состояли около 100 человек. Все они придерживались жёстко антикоммунистических, национал-демократических, демохристианских, реже либерально-демократических взглядов. Многие были тесно связаны с польской католической церковью и исповедовали католическую социальную доктрину. Распространён среди них был культ антикоммунистической, антисоветской и антинацистской повстанческой борьбы.

## Программные принципы
Объединяющей платформой являлись следующие принципы
- решительное отвержение коммунистической идеологии, правления ПОРП и государственного строя ПНР
- бескомпромиссная установка на свержение режима, отказ от каких-либо проектов его позитивной эволюции и диалога с властями
- формирование в будущей Польше гражданского общества и демократического государства с твёрдыми гарантиями прав человека
- обеспечение национальной независимости Польши от Советского Союза

Эти позиции были изложены в программном декларации Движения Mijają lata… — Проходят годы… Основными авторами были Анджей Чума, Лукаш Чума, Эмиль Моргевич и Стефан Несёловский.
Коммунистический тоталитаризм объявлялся смертельным врагом, уничтожающим человеческую личность. Основатели Руха характеризовали государство ПНР как репрессивное и колониальное, «опирающееся на иностранные вооружённые силы», руководство ПОРП — как группу угнетателей и грабителей на службе у советского империализма, коммунистическую доктрину — как лженаучную мифологию и прикрытие тоталитарной диктатуры, тезисы об «авангарде рабочего класса» — как бессовестную демагогию, понятие социализма — как маскировку тоталитаризма и иностранного господства. Указывалось также на отставание в экономике, науке и технике, культуре — как следствие тоталитарного политического режима.
Особо подчёркивалось, что «Центральные Комитеты коммунистических партий в Польше и других странах „народной демократии“ не являются суверенными и контролируются партийно-политической администрацией СССР». Разоблачались утверждения ПОРП, будто социалистический строй и союз с СССР гарантируют независимость Польши и владение западными территориями — в таком подходе усматривались признаки национальной измены, идущей от оправдания разделов Польши.
В тексте манифеста сказывались гуманитарные навыки авторов, просматривается стиль публицистической статьи и философского эссе:

Основные аргументы правящей группы — резиновая дубинка, пистолет-пулемёт, комната для допросов службы безопасности. Но когда против критического взгляда на доктрину используется милиция и цензура, это означает, что речь идет не о защите идеи, а о защите диктатуры под угрозой тюрьмы и расстрела.
Хватит этой лжи! Хватит циничного промывания мозгов! Мы имеем право на наше мнение, на свободу, на развитие.
Мы стремимся исключить из национальной политической жизни партии с тоталитарными и фашистскими программами, партии, пропагандирующие классовую ненависть, классовую борьбу, классовую и групповую диктатуру. Мы осуждаем принадлежность к этим бесчеловечным партиям. Прошлое и настоящее показали: такие взгляды ведут к преступлениям, аморализму, порче, страху, унижению и одиночеству.
Мы понимаем опасность, которую нам предстоит испытать на собственной шкуре. Мы знаем методы правителей, их опыт в порабощении человека, их хитрость и безжалостность. У нас нет больших материальных ресурсов. Сила на их стороне, но правда — на нашей. Борьба с ложью трудна, но никакая сила не превращает ложь в правду.

## Акции
Целью организации являлось свержение правящего режима. Методы достижения этой цели не оговаривались и по смыслу допускались различные, сообразно политическим обстоятельствам. «Мы не станем заранее объявлять публично, что мы намерены делать», — говорилось в декларации.
Главным направлением деятельности Руха было распространение нелегальных изданий Biuletyn и Informator. Первый редактировали Эмиль Моргевич и Анджей Чума, второй — Иоанна Щесна. Они выходили тиражами в несколько сотен экземпляров. Печатались журналы в Пястуве у ксендза Кошута. Распространялись в основном среди людей, связанных с организацией. В 1969—1970 было проведено несколько актов экспроприации — похищения пишущих машинок и множительной аппаратуры из государственных учреждений.
В порядке уличной борьбы делались многочисленные надписи на стенах антикоммунистического и антиправительственного характера. Уничтожались также атрибуты пропаганды ПОРП. Самая резонансная акция была осуществлена в августе 1968 — Стефан Несёловский и Бенедикт Чума сорвали мемориальную доску Ленину на горе Рысы.
Весной 1970, во время масштабных мероприятий к 100-летнему юбилею Ленина, активисты Руха решили сжечь ленинский музей в деревне Поронин (гмина Поронин). Наиболее активными сторонниками этого действия являлись Стефан Несёловский, Мариан Голембевский и Болеслав Столаж. Акция была назначена на 21 июня 1970 года.

## Аресты, суды, защита
Совершить задуманное не удалось из-за доноса студента Славомира Дашуты, внедрённого в Рух платного осведомителя госбезопасности. Несколько дней за членами организации велось плотное наблюдения, анализировались агентурные данные. Утром 20 июня 1970 оперативники СБ под руководством инспектора IV департамента капитана Хмелевского арестовали 25 человек. В течение нескольких месяцев были арестованы около 100 человек в Варшаве, Гданьске, Лодзи, Вроцлаве, Люблине и Быдгоще. Особенно интенсивно допрашивался Стефан Несёловский.
Подпольщикам грозили суровые наказания. Однако положение изменили рабочие бунты декабря 1970 года и их силовое подавление. Результатом этих событий стала смена руководства ПОРП. Владислав Гомулка, Мечислав Мочар и другие представители жёсткой линии вынуждены были уйти в отставку. Новое руководство во главе с Эдвардом Гереком несколько смягчило политический режим. Одним из проявлений нового курса стало освобождение большинства арестованных по делу Руха.
В итоге перед судом предстали 32 человека. Они обвинялись в антигосударственной деятельности, планировании насильственного свержения политической системы, выпуске нелегальных изданий, снятии мемориальной доски Ленину, намерении сжечь музей Ленина, хищениях пишущих машинок и ротаторов.
Судебный процесс проходил в Варшаве с 21 сентября по 23 октября 1971 года. Анджей Чума и Стефан Несёловский были приговорены к 7 годам заключения, Бенедикт Чума — к 6 годам, Мариан Голембевский и Болеслав Столаж — к 4,5 годам, Эмиль Моргевич — к 4 годам. Это были самые суровые приговоры по политическим обвинениям в ПНР после 1956 года.
Ещё восемнадцать человек — в том числе Марек Несёловский, Веслав Кенцик, Мажена Горщик-Кенцик, Януш Кжижевский, Анджей Возницкий — получили сроки от 10 месяцев до 3,5 лет. Восемь человек — в том числе Иоанна Щесна и Яцек Березин — получили условные сроки.
Дело Руха вызвало общественную кампанию в защиту осуждённых. Видные деятели культуры подписали Письмо 17 (на имя министра юстиции ПНР Влодзимежа Берутовича) и Письмо 11 (в Госсовет ПНР). С просьбами об их освобождении выступили примас Польши Стефан Вышиньский, архиепископ Кракова Кароль Войтыла (будущий Папа Римский Иоанн Павел II), писатели Ежи Анджеевский, Ежи Фицовский, Тадеуш Конвицкий, Игорь Абрамов-Неверли, Марек Новаковский, Яцек Бохеньский, Анджей Браун, поэты Збигнев Херберт, Ярослав Рымкевич, Виктор Ворошильский, Агнешка Осецкая, Витольд Домбровский, Анна Каменьская, критик Анджей Кийовский, философ Мария Оссовская, педагог Мариан Фальский, президент Конгресса американской Полонии Алоизий Мазевский. Координировал кампанию юрист-диссидент Ян Ольшевский, будущий премьер-министр Польши.
Осенью 1974 последние осуждённые по делу Руха были освобождены по амнистии.

## Значение и развитие
Движение-Рух оказало серьёзное воздействие на политическую атмосферу в Польше. Организация из сотни подпольщиков вдохновила многих активистов. Радикально антикоммунистические установки «Mijają lata…» оказали большое влияние на программы будущих оппозиционных организаций, особенно Конфедерации независимой Польши и Борющейся Солидарности. Определённые черты наследия просматривались и в Вооружённых силах польского подполья, но с той разницей, что Рух не применял насилия.
После освобождения члены Руха примкнули к новым оппозиционным движениям. Анджей Чума был одним из основателей ROPCiO, затем советником Солидарности, в Третьей Речи Посполитой — депутатом сейма от Гражданской платформы, министром юстиции и генеральным прокурором. Стефан Несёловский возглавлял ячейку «Солидарности» в Лодзинском университете, в Третьей Речи Посполитой — сенатор от Гражданской платформы. Эмиль Моргевич был активистом КОС-КОР и ROPCiO, в Третьей Речи Посполитой — сотрудником аппарата сената и соучредителем журналистско-издательской ассоциации. Веслав Кенцик участвовал в создании Сельской Солидарности. Иоанна Щесна была активна в КОС-КОР и «Солидарности», сотрудничает с Газета Выборча. Известными политиками, журналистами, общественными, культурными и церковными деятелями стали и многие другие активисты Руха.
В 2000 году министр юстиции и генеральный прокурор Лех Качиньский, будущий президент Польши, внёс кассацию на приговоры 1971 года. В 2002 году Верховный суд Польши полностью оправдал членов Руха.